# What Hits!?
What Hits!? je první kompilační album kalifornské skupiny Red Hot Chili Peppers. Bylo vydáno v roce 1992. Obsahuje hity kapely z první části jejich kariéry.

## Seznam písní
1. "Higher Ground" (Wonder) – 3:21
2. "Fight Like a Brave" – 3:47
3. "Behind the Sun" – 4:45
4. "Me & My Friends" – 3:05
5. "Backwoods" – 3:06
6. "True Men Don't Kill Coyotes" – 3:36
7. "Fire" (Hendrix) – 2:01
8. "Get Up and Jump" – 2:50
9. "Knock Me Down" – 3:43
10. "Under the Bridge" – 4:24
11. "Show Me Your Soul" – 4:22
12. "If You Want Me to Stay" (Sly & the Family Stone) – 4:06
13. "Hollywood" (The Meters) – 4:58
14. "Jungle Man" – 4:04
15. "The Brothers Cup" – 3:24
16. "Taste the Pain" – 4:34
17. "Catholic School Girls Rule" – 1:55
18. "Johnny, Kick a Hole in the Sky" – 5:10